# Пристань на набережной Макарова
При́стань на на́бережной Мака́рова (также «Спуск со льва́ми») — историческое сооружение в Василеостровском районе Санкт-Петербурга. Располагается на набережной Макарова, в створе Тифлисской улицы, рядом с бывшим зданием портовой таможни. Объект культурного наследия России федерального значения.

## История
Набережная Макарова была одета гранитом в начале XIX века. В 1804 году были выделены средства на «обложение камнем берега от Исаакиевского моста до конца старой биржи со включением оной»; строительство было начато зимой 1805 года и завершено к 1809 году. В 1809 году были выделены средства на продолжение набережной «от Невы к Тучкову мосту на 10 сажен». Высокая гранитная стенка на деревянном ростверке входила в комплекс строительных работ по формированию набережной стрелки Васильевского острова по проекту Тома де Томона, строительство велось под руководством помощника архитектора И. В. Рогинского. Считается, что одновременно с набережной появилась и пристань со львами. В ряде источников можно найти утверждение, что она была сооружена в 1829—1832 гг. по проекту автора построенного в этот же период здания таможни И. Ф. Лукини, однако это неверно, поскольку данная пристань упоминается в документах за 1810 год вместе с пристанью на стрелке Васильевского острова. В 1811 году пристань на Малой Неве также была упомянута в отчёте А. Н. Воронихина и Л. Руска, которые инспектировали здание новой биржи: они отметили, что «спуск сей сделан хозяйственным способом из остатка сумм от производства прочих береговых сооружений» и предназначен для выгрузки и нагрузки мелких судов и лодок. Кроме того, спуск виден на одном из планов Васильевского острова, выполненном до постройки здания таможни.
С момента своего появления пристань не претерпела существенных изменений.
В начале 1950-х годов статуи львов, у которых были отбиты морды, реставрировались, работы выполнялись резчиками по камню А. В. Головкиным и В. Д. Козловым. В начале 1960-х годов пристань получила значительные повреждения, а прилегающая к ней часть гранитной стенки пришла в негодность в связи со строительством Биржевого моста, поскольку на набережной у дома № 12 располагался бетонный завод, а к пристани была пришвартована плавучая база кабельной сети «Ленэнерго», использовавшаяся для нужд стройки. Разрушения были ликвидированы в 1968 году.
30 августа 1960 года постановлением Совета Министров СССР «гранитный спуск со львами к реке Малой Неве» был признан памятником архитектуры государственного значения. Этот статус был подтверждён 10 июля 2001 года постановлением Правительства России: пристань в составе ансамбля набережной Макарова была поставлена под государственную охрану как памятник архитектуры федерального значения.

## Описание
Пристань расположена на набережной Макарова, возле дома № 4 — бывшего здания Петербургской портовой таможни. Широкая гранитная лестница-спуск воспринимается как важный элемент ансамбля набережной.
Гранитный парапет набережной прерывается у спуска и, поворачивая под прямыми углами, оканчивается гранитными тумбами, образующими вход на пристань. Лестница-спуск делится на три части двумя барьерами из камней прямоугольной формы, спускающимися уступами; части включают в себя средний широкий марш и два узких марша по сторонам с боковыми устоями из гранитных блоков с «алмазной гранью» на фронтальной стороне. Ступени лестниц сложены из крупноразмерных профилированных гранитных блоков. В композиции использованы две гранитные декоративные скульптуры львов, лежащих на пьедесталах в верхней части центрального марша лестницы. Как и весь спуск, скульптуры выполнены из розового овоидального гранита рапакиви, парапет и пьедесталы обработаны в технике бучардирования. Львы лежат в спокойных позах мордами к Малой Неве, слегка повернувшись друг к другу; их пасти полураскрыты, передние лапы вытянуты, а задние поджаты. Автор, по модели которого были выполнены статуи львов, не установлен.

### Комментарии
1. ↑  В постановлении № 1327 автором пристани также называется Лукини, и указанные даты её постройки совпадают с датами постройки здания таможни